# Almurfe
Almurfe es una aldea y una parroquia del concejo asturiano de Belmonte de Miranda, en España.
La parroquia tiene una superficie de 5,96 km², en la que habitan un total de 36 personas (2018) repartidas entre las poblaciones de Almurfe, Aguasmestas (Auguasmestas), Bustiasmal y La Casilla.
La aldea de Almurfe, con 31 habitantes, está a unos 13 kilómetros de Belmonte. Se encuentra situada a orillas del río Pigüeña, a unos 400 metros sobre el nivel del mar y se accede a ella por la carretera AS-227.
La principal fiesta del pueblo es en el tercer domingo de agosto.